# Gerberga (Frauenchiemsee)
Gerberga, auch als Gerberga von Bayern bezeichnet, wird in einer Urkunde aus dem Jahr 1077, die nur abschriftlich erhalten ist, als Äbtissin des Klosters Frauenchiemsee genannt. Nach dieser Urkunde, die teilweise verfälscht ist (beispielsweise wird der Gründer des Klosters Frauenchiemsee, Herzog Tassilo III. von Bayern falsch als rex statt als dux bezeichnet), soll es sich bei Gerberga um eine Schwester Kaiser Heinrichs II. aus der bayrischen Linie der Liudolfinger gehandelt haben, mithin um eine Tochter des Bayernherzogs Heinrich „des Zänkers“.
Da kein weiterer Beleg für die Existenz dieser Gerberga gefunden wurde, ist es umstritten, ob sie überhaupt gelebt hat. Der Name Gerberga ist in der liudolfingischen Familie einer der weiblichen Leitnamen, so dass es plausibel ist, dass Heinrich der Zänker ihn einer Tochter gegeben hätte. Diese Häufigkeit des Namens erleichterte allerdings auch die Erfindung einer Tochter durch einen Fälscher; eine Äbtissin Gerberga mit enger familiärer Beziehung zu Heinrich II. war mit der gleichnamigen Schwester Heinrichs des Zänkers bekannt.